# Tambo Quemado (meteoryt)
Tambo Quemado – meteoryt żelazny należący do oktaedrytów średnioziarnistych III AB, znaleziony w 1949 roku niedaleko wioski Tambo Quemado w regionie Ayacucho w Peru. Z miejsca spadku pozyskano 141 kg materii meteorytowej. W 1950 roku meteoryt trafił do Muzeum Geologicznego w Limie.